# Сотворение мира (роман Закруткина)
Сотворение мира — роман-эпопея В. А. Закруткина в трёх книгах (писались с 1951 или 1955 по 1975 год, увидели свет в Москве и Ростове-на-Дону в 1956, 1968 и 1979 годах), рассказывающий о создании СССР, построении социализма и борьбе с капиталистическим миром в России и других странах мира (с 1921 до 1945 года).
Роман многократно переиздавался в Советском Союзе вплоть до 1980-х годов. Он был переведён на многие языки. «Сотворение мира» Закруткин написал, уже будучи известным советским писателем и пройдя войну военным корреспондентом. За это произведение, одно из лучших в библиографии автора, работавшего над ним около четверти века, последний получил Государственную премию СССР (1982).
Одним из главных героев является фельдшер Дмитрий Ставров, который вместе с членами семьи оказывается в центре исторических перипетий. Интерес представляют и образы коммунистов Длугача, Долотова, Дубы. Семейно-бытовые сцены романа чередуются с историко-философскими. Уделяется внимание внутрипартийной борьбе, показанной, как и другие фигурирующие в романе исторические события, с точки зрения официальной позиции властей (то есть, фактически, победителей).